# Caperonia
Caperonia är ett släkte av törelväxter. Caperonia ingår i familjen törelväxter.

## Dottertaxa tillCaperonia, i alfabetisk ordning[1]
- Caperonia aculeolata
- Caperonia altissima
- Caperonia angustissima
- Caperonia bahiensis
- Caperonia buettneriacea
- Caperonia capiibariensis
- Caperonia castaneifolia
- Caperonia castrobarrosiana
- Caperonia chiltepecensis
- Caperonia corchoroides
- Caperonia cordata
- Caperonia cubana
- Caperonia fistulosa
- Caperonia gardneri
- Caperonia glabrata
- Caperonia heteropetala
- Caperonia langsdorffii
- Caperonia latifolia
- Caperonia latior
- Caperonia linearifolia
- Caperonia lutea
- Caperonia multicostata
- Caperonia neglecta
- Caperonia palustris
- Caperonia paraguayensis
- Caperonia regnellii
- Caperonia rutenbergii
- Caperonia serrata
- Caperonia similis
- Caperonia stenophylla
- Caperonia stuhlmannii
- Caperonia subrotunda
- Caperonia vellozoana
- Caperonia zaponzeta